# VR-Bank Freudenberg-Niederfischbach
Die VR-Bank Freudenberg-Niederfischbach eG ist eine deutsche Genossenschaftsbank mit Sitz in der nordrhein-westfälischen Stadt Freudenberg im Kreis Siegen-Wittgenstein.

## Geschichte
Am 30. Dezember 1925 hielten 29 Freudenberger Bürger die Gründungsversammlung der Freudenberger Bank eGmbH zu Freudenberg ab. Um zu dokumentieren, dass die Bank allen Bevölkerungsschichten offen sei, beschloss die Generalversammlung am 1. Dezember 1941 die Umbenennung in Volksbank Freudenberg eGmbH. Im Jahr 1978 erfolgte die Fusion mit der Raiffeisenbank Friesenhagen e.G. mit dem Sitz in Friesenhagen. Im Jahr 2008 fusionierte die Volksbank Freudenberg eG mit der Raiffeisenbank Niederfischbach eG mit Sitz in Niederfischbach, die bereits am 17. Februar 1907 unter dem Namen „Spar- und Darlehenskassenverein eGmbH“ gegründet wurde. Hieraus entstand die heutige VR-Bank Freudenberg-Niederfischbach eG.

## Rechtsverhältnisse
Die VR-Bank Freudenberg-Niederfischbach eG ist im Genossenschaftsregister beim Amtsgericht Siegen unter GnR 101 eingetragen.

## Organisationsstruktur
Rechtsgrundlagen sind das Genossenschaftsgesetz und die durch die Generalversammlung beschlossene Satzung. Organe der Bank sind der Vorstand, der Aufsichtsrat und die Generalversammlung. Die Mitglieder sind Eigentümer der Bank und bestimmen über die Geschäftspolitik der Bank sowie die Zusammensetzung des Aufsichtsrates. Der Vorstand wird durch den Aufsichtsrat ernannt und kontrolliert.

## Sicherungseinrichtung
Die VR-Bank Freudenberg-Niederfischbach eG ist der amtlich anerkannten Sicherungseinrichtung des Bundesverbandes der Deutschen Volksbanken und Raiffeisenbanken GmbH und der zusätzlichen freiwilligen Sicherungseinrichtung des Bundesverbandes der Deutschen Volksbanken und Raiffeisenbanken e.V. angeschlossen.

## Geschäftsausrichtung
Die VR-Bank Freudenberg-Niederfischbach eG betreibt das Universalbankgeschäft. Der Zweck der eingetragenen Genossenschaft ist die wirtschaftliche Förderung und Betreuung der Mitglieder und Kunden. Gegenstand des Unternehmens ist die Durchführung von banküblichen und ergänzenden Geschäften, insbesondere die Durchführung des Spargedankens. Die Bank nimmt Spareinlagen sowie sonstige Einlagen an und gewährt bzw. vermittelt Kredite aller Art. Im Verbundgeschäft arbeitet sie mit der DZ Bank, R+V Versicherung, Bausparkasse Schwäbisch Hall, Teambank, VR Leasing, DZ Hyp und der Union Investment zusammen.

## Geschäftsgebiet
Das Geschäftsgebiet liegt im Westen des Kreises Siegen-Wittgenstein sowie im Osten des rheinland-pfälzischen Landkreises Altenkirchen (Westerwald). Es umfasst im Wesentlichen Freudenberg, die angrenzenden Ortsteile Büschergrund und Niederndorf sowie die Gemeinden Niederfischbach und Friesenhagen.
An diesen Orten betreibt die Bank Filialen:
- Freudenberg (Hauptstelle, jur. Sitz)
- Niederfischbach (Geschäftsstelle)